# Prefeitura de Toronto
O Toronto City Hall é o arranha-céu onde está localizado a sede da prefeitura de Toronto, Ontário, Canadá, localizada no centro financeiro da cidade, próxima à Nathan Phillips Square. Foi construída durante os primeiros anos da década de 1960, no lugar da antiga Chinatown da cidade (que mudou-se para o cruzamento da Spadina Avenue com a Dundas Street) e inaugurada em 1965, substituíndo o antigo prédio da prefeitura, o Old City Hall. É atualmente um distinto cartão-postal da cidade.